# 1152 dans les croisades
Cette page regroupe les évènements concernant les Croisades qui sont survenus en 1152 :
- 30 mars : Baudouin III, devenu majeur, est couronné roi de Jérusalem[1].
- printemps : Mélisende, reine de Jérusalem, vient à Tripoli pour réconcilier sa sœur Hodierne avec son époux Raymond II, mais ce dernier est tué par un Assassin[2].
- mort de Raymond II, comte de Tripoli. Son fils Raymond III lui succède[3].
- Helvise de Rama, veuve de Barisan d'Ibelin, se remarie avec Manassès de Hierges[4].
- Évrard des Barres, grand maître de l'Ordre du Temple, renonce à la maîtrise[2].